# Daedalochila hippocrepis
Daedalochila hippocrepis är en snäckart som först beskrevs av Ludwig Pfeiffer 1848.  Daedalochila hippocrepis ingår i släktet Daedalochila och familjen Polygyridae. Inga underarter finns listade i Catalogue of Life.